# フアナ (カスティーリャ女王)
フアナ（Juana, 1479年11月6日 - 1555年4月12日）は、カスティーリャ女王。カトリック両王の第2王女で、ブルゴーニュ公フィリップ4世の妃。
兄フアン、姉イサベルおよびその子ミゲルの早世により、王位継承順位が1位となる。しかし、結婚後から精神異常が顕著となり、母の崩御に伴う即位を経て、特に夫と死別して以後さらに悪化したため、約40年の長期間にわたり幽閉された。この間、公文書のサインは女王フアナとカルロス1世の2つのサインが添えられ、名目上の共同統治者であり続けた。この長男カルロス1世の統治下でスペイン帝国は隆盛を極めることとなる。
「狂女フアナ」（Juana la Loca）という異名でも知られ、芸術作品の題材ともなっている。

## 生涯

### 少女時代
1479年、カスティーリャ女王イサベル1世の夫で共同国王であるフェルナンド5世がアラゴン国王フェルナンド2世として即位し、カスティーリャ・アラゴン連合王国（スペイン王国）が成立する。同年、フアナは2人の間の次女として誕生。
幼少期は、内気な性格で一人で過ごすことを好み、読書好きで多数の言語を習得した。そして、非常に信仰深く育つが、政治には全く関心を示さなかったため母イサベル女王を落胆させた。
第一次イタリア戦争における対仏同盟のため、父フェルナンド5世側からローマ王マクシミリアンに熱心に二重結婚の働きかけがあった。マクシミリアン側は躊躇していたが、フランス王シャルル8世による1495年10月のミラノ侵攻を受けて同年11月に結婚の約束が成立した。

### フィリップ美公との結婚
1496年10月20日にハプスブルク家の神聖ローマ皇帝マクシミリアン1世の長男であるブルゴーニュ公フィリップ（美公、端麗公）と結婚した。兄のアストゥリアス公フアンはフィリップの妹マルグリット（マルガリータ）と翌1497年4月3日に結婚しており、いわゆる二重結婚であった。
結婚にあたり、フアナは2万2000人の従者、130隻にも及ぶ大規模な船団を伴ってネーデルラントへ渡航した。ゼーラントに到着した一行をフィリップ美公は出迎えず、フアナを落胆させる。しかし、フィリップの妹でスペインに嫁ぐ予定のマルグリットが暖かく歓迎した。
婚礼の前日、フィリップとフアナは初めて対面する。美公という通称通り、金髪碧眼の美しい姿にフアナは惹かれ、またフィリップにとってもカスティーリャ人のフアナは初めて見るタイプの女性であり、2人は正式な婚礼に先立ち、対面に立ち会ったスペイン人司祭に命じて、その場で簡素な結婚の儀式を行った。結婚当初は、2人は情熱的に愛し合った。しかし元来真面目なフアナは夫の不実を許すことが出来ず、人目をはばからず夫や相手の女に激昂することもしばしばで、フィリップの心は離れていった。夫への猜疑心へ駆られ、次第にフアナの精神状態は不安定になっていった。
当初、この縁組は両家の絆を深めるという以上のものではなかった。しかし1497年、フアナの兄フアンが結婚から間もなく夭折、残された身重の王太子妃マルグリット（マルガリータ）は男児を死産した。さらに1498年にはポルトガル王マヌエル1世の妃となっていた姉のイサベルが、1500年にはその子ミゲルが相次いで亡くなり、フアナがカスティーリャの王位継承者に指名された。

### 王位継承者として
1501年11月、フアナは夫フィリップとともにカスティーリャへ渡ることとなる。フィリップは海路を嫌い、ハプスブルク家の宿敵となるフランス経由で向かうこととなった。フィリップの父マクシミリアン1世と時のフランス王ルイ12世の妃アンヌ・ド・ブルターニュの間には過去の因縁があったが、フィリップは全く気にせずフランス宮廷での歓待を謳歌した。一方、フアナは過去の因縁に加えフランス王家の悪習を聞いて育ったため、怒りと屈辱を感じていた。
スペイン到着後、フィリップはフアナの両親であるイサベル女王とフェルナンド王に対し、フアナが精神異常をきたしていると喧伝した上で、自身の王位継承を要求した。しかしフィリップは、スペインの乾ききった土地と謹厳で信心深い人々を嫌い、翌年には臨月の妻を一人カスティーリャに残し、故郷のネーデルラントへ帰った。
フアナはショックを受け、さらに病状が悪化する。子どもの養育は困難な状態であった。ネーデルラント総督となっていた兄嫁マルグリットが、長男カルロス（のちのカルロス1世＝皇帝カール5世）の他、レオノール、イサベル、マリアを養育した。フアナの父フェルナンド2世が次男フェルナンド（後の皇帝フェルディナント1世)を育てた。その出産後、フアナは一度ネーデルラントに戻る。
カスティーリャ女王として即位した後に生まれた四女のカタリナのみがフアナの手元に留め置かれた。
イサベル女王はフィリップが君主の資質に欠けることを見抜くと、「娘フアナとその夫フェリペをカスティーリャの後継者とする。」と明確に遺言した一方で、フアナのスペイン到着まで、または統治困難な場合はフェルナンドが摂政としてカルロスの成人まで政務を執り行う旨の但し書きを遺した。すなわち、フアナに統治能力がなければ、フィリップ（西：フェリペ）の共同統治権事態も存在しない。一方、フィリップであれば容易に担ぎ上げることが出来ると目論む貴族たちもいた。

### 即位後

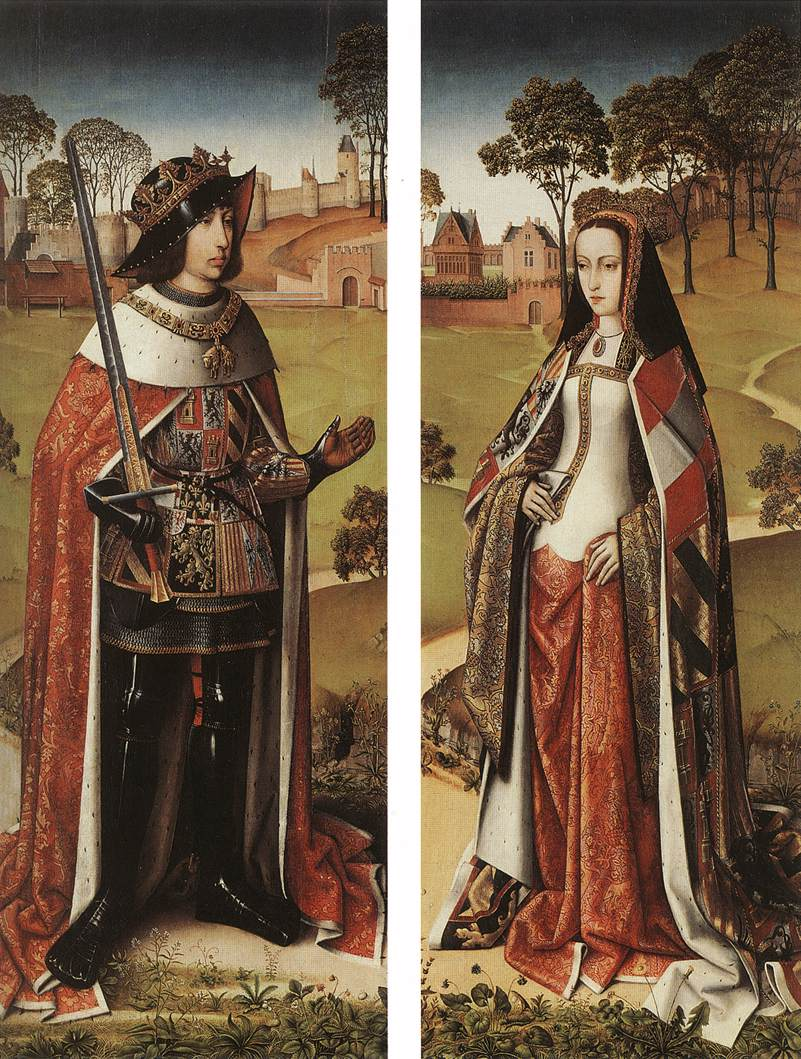
フィリップとフアナ女王（1505年）

#### 父と夫の間で
1504年11月にイサベル1世が崩御した。先述の遺言の存在が明らかになると、フィリップは激怒し、フアナを脅迫したり、あるいは結婚当初のように愛情を装って懐柔しようとしたが、フアナは頑なにこれを退けた。また、父アラゴン王フェルナンド2世は翌1505年にジェルメーヌ・ド・フォワと再婚し、嗣子をもうけようとしていた。もし嗣子が誕生すれば、アラゴンの王位継承権はフアナから消滅する事態となった。
スペイン王国は、カスティーリャ＝レオン王国とアラゴン＝カタルーニャ王国が統合されて日が浅く、多数派であり絶大な支持を集めたイサベル女王の崩御によって国内は混乱に陥った。フィリップはスペインを訪れて、フェルナンドと対決してでもフアナの実権を手に入れる野心があった。
フアナは再度カスティーリャに渡る。1506年1月7日、フリシンゲン港より海路で出発する。この航海の途上、暴風に見舞われた一行はイングランドに漂着し、イングランド王ヘンリー7世の保護を受ける。1月31日、フィリップとフアナ一行はウィンザー城に到着し、歓待を受ける。期せずしてフィリップとヘンリー7世は会談の機会を得、両者の政治・軍事面での連携を約束した条約を結ぶ。条約締結に伴い、フィリップの妹マルグリットとヘンリー王子（のちのヘンリー8世）、フィリップとフアナの長男カール（カルロス）とメアリー王女の婚約が決定された。
フィリップは口実をつけて、フアナを表舞台に出そうとせず、イングランド王太子未亡人である妹カタリナ（キャサリン）と対面する機会もほとんどなかった。

4月末になって、フアナら一行はラ・コルーニャ港に到着する。カスティーリャ貴族達は、再婚問題への反発からフェルナンド2世への不満を口にし、夫妻を熱烈に歓迎して恭順した。首都バリャドリッドへ向かう道中、一貴族に扮した父フェルナンド2世が出迎えた。フェルナンド2世は、フィリップと対立して内戦に陥らせるより、フアナの王位継承を認めてネーデルラントへ帰還させ、スペインの実権だけを握ろうとしていた。そしてフェルナンドは、道中の教会でフアナのカスティーリャ女王即位とブルゴーニュ公フィリップの摂政就任を認めることを表明し、両者は和解したかに見えた。こうしてフアナはカスティーリャ王位に就いた。夫フィリップは「カスティーリャ王フェリペ1世」を名乗り、妻との共同統治を主張するが、コルテス（議会）では「王の配偶者」（王配）としか認められなかった。

#### 夫との死別と幽閉

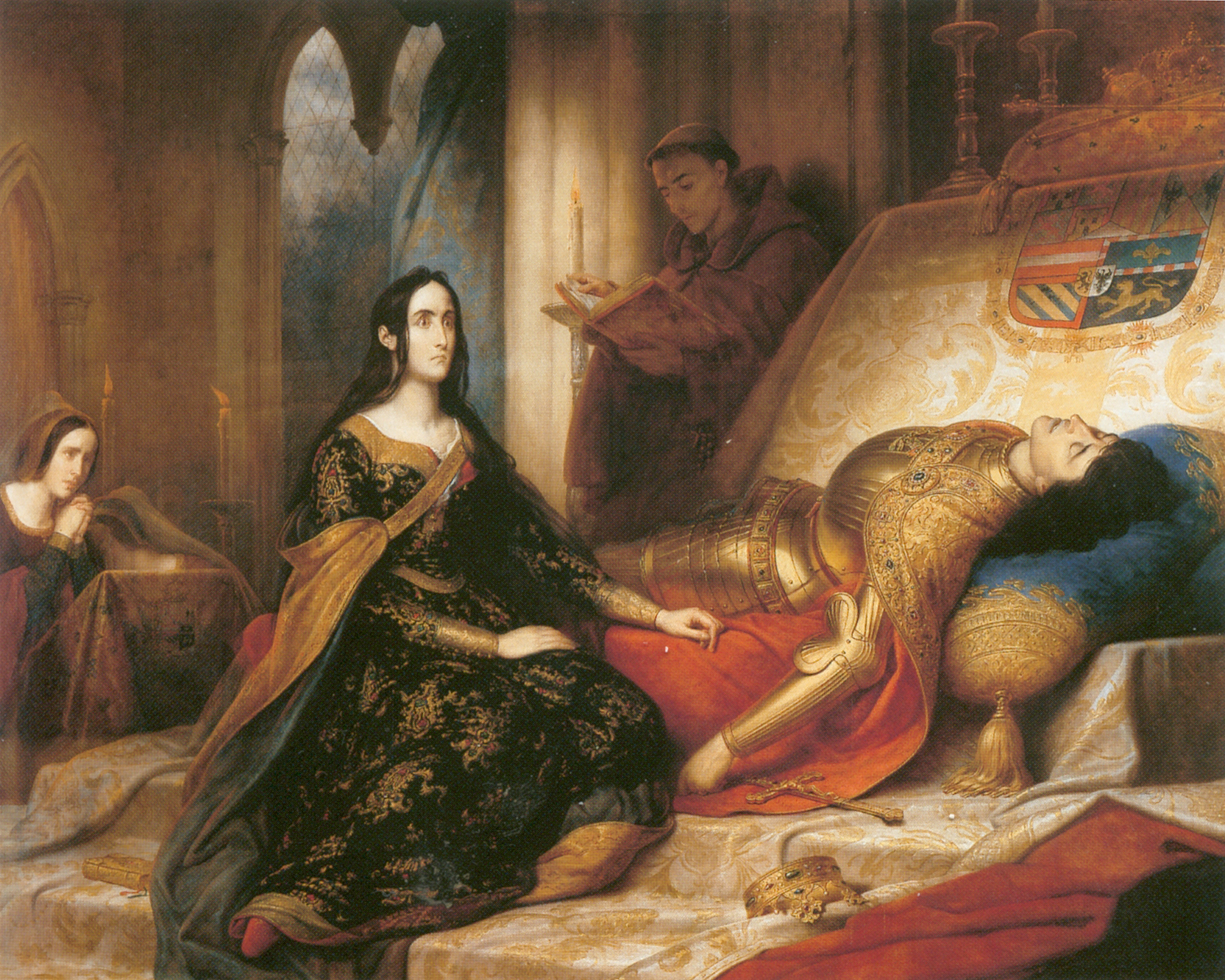
フィリップの死去（19世紀画）

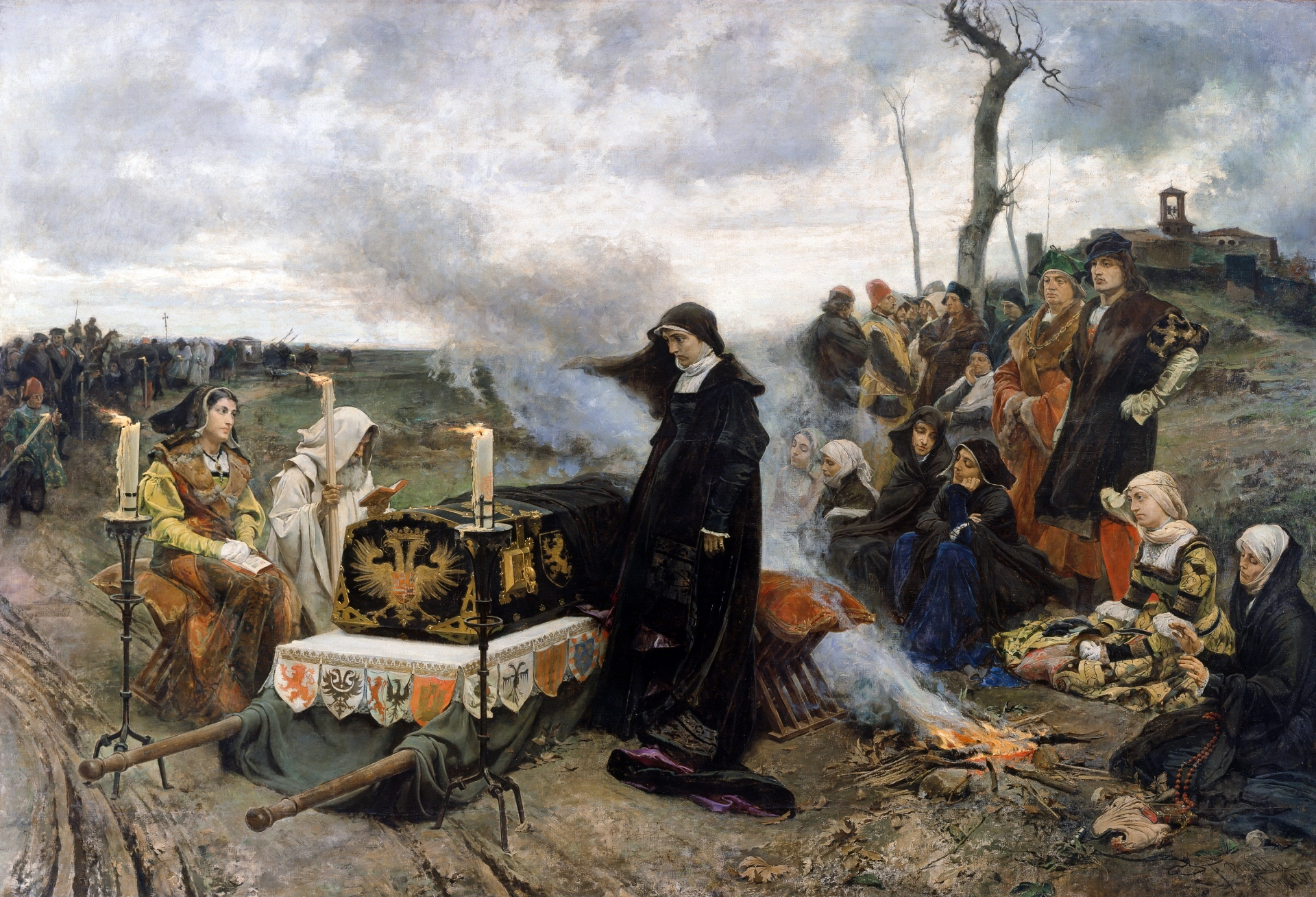
『狂女フアナ』フランシスコ・プラディーリャ（1877年）マドリード、プラド美術館

1506年、フィリップはブルゴスでペロタをした直後に飲んだ冷水にあたり、9月25日に急死した。ナポリ滞在中だったフェルナンド2世は、出国前にシスネロス枢機卿を国王代理に指名していたため、混乱を防止することが出来た。
衝撃を受けたフアナは完全に正気を失った。夫の埋葬を許さず、その棺を運び出して馬車に乗せ、数年間カスティーリャ国内をさまよい続けた。王室礼拝堂のあるグラナダを目指したとも言われている。
1507年頃、イングランド王ヘンリー7世から再嫁の話が浮上する。ヘンリー7世は男子の後継者が1人しかおらず、薔薇戦争後の国内情勢の安定のため再婚に熱心だった。しかし、未亡人のままイングランドに留まる実妹カタリナの一件もあり、縁談はまとまらないまま、ヘンリー7世は1509年に崩御する。
1508年、フアナは父王によってトルデシリャスの聖クララ王立修道院に隣接した城館に幽閉された。女王は政治の場から忘れ去られ、「狂女」（La Loca）と呼ばれる。ネーデルラントで出産した4子の記憶はないが、末娘カタリナに対しては異常な執着を見せ、カタリナの惨状を見た長子カルロスが彼女を脱出させるとフアナは狂乱して暴れたため、カタリナはトルデシリャスに戻されたとされる。
1516年には父フェルナンド2世も死去し、長男カルロスがフランドルから迎えられ、カスティーリャ＝レオンとアラゴン＝カタルーニャなどを統合したスペイン王カルロス1世として政務を代行することになる。ここからスペイン・ハプスブルク朝の時代を迎えることとなる。ネーデルラント育ちのカルロスと側近に対する反発や、スペイン育ちの次男フェルディナントを推す勢力も背景にあり、1520年にコムネロスの反乱が勃発する。この時、反逆者たちはフアナと会談し、女王の承認を得て正当性を主張しようとしたが、フアナは全く政治に関心を示さず、以後反乱は自然瓦解に向かい、国王軍の勝利で終結した。
フアナは40年以上の幽閉生活の末、1555年に生涯を閉じたが、正式には崩御するまで退位を拒み、女王であり続けた。またカルロス1世は、遠征からの帰国のたびに母を見舞い、存命であることに安堵していた。サインをする際も、フアナは最期まで「ヨ・ラ・レイナ」（Yo la reina：我、女王）としていた。政治的には母譲りの芯の強さを発揮し、「王は我のみ」（solo yo）と宣言して、無能な夫とは対照的であったと（その統治能力の有無は別として）評価する向きもある。
1555年4月12日、フアナが崩御すると、すでに老境に入っていたカルロス1世に強い精神的打撃を与え、同年10月、カルロス1世は金羊毛騎士団長の職やネーデルラント統治を息子（フアナの孫）フェリペ2世に譲位し、隠棲に入ることとなる。

## 子女
- レオノール（1498年 - 1558年） ポルトガル王マヌエル1世妃、後にフランス王フランソワ1世妃
- カルロス（1500年 - 1558年）　神聖ローマ皇帝カール5世、スペイン王カルロス1世
- イサベル（1501年 - 1526年） デンマーク王クリスチャン2世妃
- フェルナンド（1503年 - 1564年） 神聖ローマ皇帝フェルディナント1世
- マリア（1505年 - 1558年） ハンガリー王・ボヘミア王ラヨシュ2世妃
- カタリナ（1507年 - 1578年） ポルトガル王ジョアン3世妃

## 系譜
| フアナ | 父: フェルナンド2世 (アラゴン王) （カスティーリャ王フェルナンド5世） | 祖父: フアン2世 (アラゴン王)       | 曽祖父: フェルナンド1世 (アラゴン王)      |
| フアナ | 父: フェルナンド2世 (アラゴン王) （カスティーリャ王フェルナンド5世） | 祖父: フアン2世 (アラゴン王)       | 曽祖母: レオノール・デ・アルブルケルケ    |
| フアナ | 父: フェルナンド2世 (アラゴン王) （カスティーリャ王フェルナンド5世） | 祖母: フアナ・エンリケス           | 曽祖父: ファドリケ・エンリケス[1]         |
| フアナ | 父: フェルナンド2世 (アラゴン王) （カスティーリャ王フェルナンド5世） | 祖母: フアナ・エンリケス           | 曽祖母: マリアナ・デ・コルドバ            |
| フアナ | 母: イサベル1世 (カスティーリャ女王)                                 | 祖父: フアン2世 (カスティーリャ王) | 曽祖父: エンリケ3世 (カスティーリャ王)[2] |
| フアナ | 母: イサベル1世 (カスティーリャ女王)                                 | 祖父: フアン2世 (カスティーリャ王) | 曽祖母: カタリナ[3]                       |
| フアナ | 母: イサベル1世 (カスティーリャ女王)                                 | 祖母: イサベル                     | 曽祖父: ジョアン(アヴェイロ公)[4]         |
| フアナ | 母: イサベル1世 (カスティーリャ女王)                                 | 祖母: イサベル                     | 曽祖母: イザベル・デ・バルセロス[5]       |

- [1]はカスティーリャ王エンリケ2世の弟ファドリケの子孫。
- [3]は、ランカスター公ジョン・オブ・ゴーントと、ペドロ1世の次女コンスタンサの一人娘。よって、[2][3]の結婚は、[2]の祖父エンリケ2世（トラスタマラ朝の祖）が異母弟で嫡出子のペドロ1世（ボルゴーニャ朝）から王位を簒奪しており（第一次カスティーリャ継承戦争）、両家の合一と和解という歴史的意義がある。
- [4]はジョアン1世の王子で、兄にドゥアルテ1世やエンリケ航海王子、姉に、夫フィリップの曾祖母であるイザベルがいる。また[4]たちの母はフィリッパは、[3]の異母姉である。
- [5]はジョアン1世の庶子アフォンソ1世の娘。よって[4]と[5]の結婚は叔姪婚となる。

## 系図
|             |             |             |             |             |             |             |             | アルフォンソ11世 |              |              |              |              |              |             |             |        |        |                                |                                |                                |                                |                                |                                |                    |                    |                    |                    |                    |                    |  |  |  |  |  |  |  |  |
|             |             |             |             |             |             |             |             |                  |              |              |              |              |              |             |             |        |        |                                |                                |                                |                                |                                |                                |                    |                    |                    |                    |                    |                    |  |  |  |  |  |  |  |  |
|             |             |             |             |             |             |             |             |                  |              |              |              |              |              |             |             |        |        |                                |                                |                                |                                |                                |                                |                    |                    |                    |                    |                    |                    |  |  |  |  |  |  |  |  |
| エンリケ2世 | エンリケ2世 | エンリケ2世 | エンリケ2世 | エンリケ2世 | エンリケ2世 |             |             | ペドロ1世        | ペドロ1世    | ペドロ1世    | ペドロ1世    | ペドロ1世    | ペドロ1世    |             |             |        |        |                                |                                |                                |                                |                                |                                |                    |                    |                    |                    |                    |                    |  |  |  |  |  |  |  |  |
| エンリケ2世 | エンリケ2世 | エンリケ2世 | エンリケ2世 | エンリケ2世 | エンリケ2世 |             |             | ペドロ1世        | ペドロ1世    | ペドロ1世    | ペドロ1世    | ペドロ1世    | ペドロ1世    |             |             |        |        |                                |                                |                                |                                |                                |                                |                    |                    |                    |                    |                    |                    |  |  |  |  |  |  |  |  |
| フアン1世   | フアン1世   | フアン1世   | フアン1世   | フアン1世   | フアン1世   |             |             | コンスタンサ     | コンスタンサ | コンスタンサ | コンスタンサ | コンスタンサ | コンスタンサ |             |             |        |        |                                |                                |                                |                                |                                |                                |                    |                    |                    |                    |                    |                    |  |  |  |  |  |  |  |  |
| フアン1世   | フアン1世   | フアン1世   | フアン1世   | フアン1世   | フアン1世   |             |             | コンスタンサ     | コンスタンサ | コンスタンサ | コンスタンサ | コンスタンサ | コンスタンサ |             |             |        |        |                                |                                |                                |                                |                                |                                |                    |                    |                    |                    |                    |                    |  |  |  |  |  |  |  |  |
|             |             |             |             |             |             |             |             |                  |              |              |              |              |              |             |             |        |        |                                |                                |                                |                                |                                |                                |                    |                    |                    |                    |                    |                    |  |  |  |  |  |  |  |  |
| エンリケ3世 | エンリケ3世 | エンリケ3世 | エンリケ3世 | エンリケ3世 | エンリケ3世 |             |             | カタリナ         | カタリナ     | カタリナ     | カタリナ     | カタリナ     | カタリナ     |             |             |        |        | （アラゴン王） フェルナンド1世 | （アラゴン王） フェルナンド1世 | （アラゴン王） フェルナンド1世 | （アラゴン王） フェルナンド1世 | （アラゴン王） フェルナンド1世 | （アラゴン王） フェルナンド1世 |                    |                    |                    |                    |                    |                    |  |  |  |  |  |  |  |  |
| エンリケ3世 | エンリケ3世 | エンリケ3世 | エンリケ3世 | エンリケ3世 | エンリケ3世 |             |             | カタリナ         | カタリナ     | カタリナ     | カタリナ     | カタリナ     | カタリナ     |             |             |        |        | （アラゴン王） フェルナンド1世 | （アラゴン王） フェルナンド1世 | （アラゴン王） フェルナンド1世 | （アラゴン王） フェルナンド1世 | （アラゴン王） フェルナンド1世 | （アラゴン王） フェルナンド1世 |                    |                    |                    |                    |                    |                    |  |  |  |  |  |  |  |  |
|             |             |             |             |             |             |             |             |                  |              |              |              |              |              |             |             |        |        |                                |                                |                                |                                |                                |                                |                    |                    |                    |                    |                    |                    |  |  |  |  |  |  |  |  |
|             |             |             |             | フアン2世   | フアン2世   | フアン2世   | フアン2世   | フアン2世        | フアン2世    |              |              |              |              |             |             |        |        | （アラゴン王） フアン2世       | （アラゴン王） フアン2世       | （アラゴン王） フアン2世       | （アラゴン王） フアン2世       | （アラゴン王） フアン2世       | （アラゴン王） フアン2世       |                    |                    |                    |                    |                    |                    |  |  |  |  |  |  |  |  |
|             |             |             |             | フアン2世   | フアン2世   | フアン2世   | フアン2世   | フアン2世        | フアン2世    |              |              |              |              |             |             |        |        | （アラゴン王） フアン2世       | （アラゴン王） フアン2世       | （アラゴン王） フアン2世       | （アラゴン王） フアン2世       | （アラゴン王） フアン2世       | （アラゴン王） フアン2世       |                    |                    |                    |                    |                    |                    |  |  |  |  |  |  |  |  |
|             |             |             |             |             |             |             |             |                  |              |              |              |              |              |             |             |        |        |                                |                                |                                |                                |                                |                                |                    |                    |                    |                    |                    |                    |  |  |  |  |  |  |  |  |
|             |             |             |             | エンリケ4世 | エンリケ4世 | エンリケ4世 | エンリケ4世 | エンリケ4世      | エンリケ4世  | イサベル1世  | イサベル1世  | イサベル1世  | イサベル1世  | イサベル1世 | イサベル1世 |        |        | フェルナンド5世                | フェルナンド5世                | フェルナンド5世                | フェルナンド5世                | フェルナンド5世                | フェルナンド5世                | （ハプスブルク家） | （ハプスブルク家） | （ハプスブルク家） | （ハプスブルク家） | （ハプスブルク家） | （ハプスブルク家） |  |  |  |  |  |  |  |  |
|             |             |             |             | エンリケ4世 | エンリケ4世 | エンリケ4世 | エンリケ4世 | エンリケ4世      | エンリケ4世  | イサベル1世  | イサベル1世  | イサベル1世  | イサベル1世  | イサベル1世 | イサベル1世 |        |        | フェルナンド5世                | フェルナンド5世                | フェルナンド5世                | フェルナンド5世                | フェルナンド5世                | フェルナンド5世                | （ハプスブルク家） | （ハプスブルク家） | （ハプスブルク家） | （ハプスブルク家） | （ハプスブルク家） | （ハプスブルク家） |  |  |  |  |  |  |  |  |
|             |             |             |             |             |             |             |             |                  |              |              |              |              |              |             |             |        |        |                                |                                |                                |                                |                                |                                |                    |                    |                    |                    |                    |                    |  |  |  |  |  |  |  |  |
|             |             |             |             | フアナ      | フアナ      | フアナ      | フアナ      | フアナ           | フアナ       |              |              |              |              | フアナ      | フアナ      | フアナ | フアナ | フアナ                         | フアナ                         |                                |                                |                                |                                | フェリペ1世        | フェリペ1世        | フェリペ1世        | フェリペ1世        | フェリペ1世        | フェリペ1世        |  |  |  |  |  |  |  |  |
|             |             |             |             | フアナ      | フアナ      | フアナ      | フアナ      | フアナ           | フアナ       |              |              |              |              | フアナ      | フアナ      | フアナ | フアナ | フアナ                         | フアナ                         |                                |                                |                                |                                | フェリペ1世        | フェリペ1世        | フェリペ1世        | フェリペ1世        | フェリペ1世        | フェリペ1世        |  |  |  |  |  |  |  |  |
|             |             |             |             |             |             |             |             |                  |              |              |              |              |              |             |             |        |        |                                |                                |                                |                                |                                |                                |                    |                    |                    |                    |                    |                    |  |  |  |  |  |  |  |  |
|             |             |             |             |             |             |             |             |                  |              |              |              |              |              |             |             |        |        | （アブスブルゴ朝）             |                                |                                |                                |                                |                                |                    |                    |                    |                    |                    |                    |  |  |  |  |  |  |  |  |

## 称号
- カスティーリャ女王
- レオン女王
- アラゴン女王
- バルセロナ女伯
- バレンシア女王
- シチリア女王
- ナポリ女王
- ナバラ女王

## 映画・書籍など
- 映画『愛と王冠の壁の中に』（1948年、スペイン映画、主演：アウローラ・バウティスタ）
- 映画『女王フアナ』（2001年、スペイン映画、主演：ピラール・ロペス・デ・アジャラ）
- テレビドラマ『フアナ〜狂乱のスペイン女王〜』（2016年、スペイン、主演：イレーネ・エスコラル）
- 書籍『女王フアナ』（ホセ・ルイス・オライソラ著。日本語訳：宮崎真紀訳、角川書店、2004年2月。ISBN 978-4-04-293601-5）
- 小説 "Katharine of Aragon" （Jean Plaidy著, Three river press）